# Розщеплення за Гофманом
Розщеплення за Гофманом[джерело?], також елімінування за Гофманом[джерело?] (англ. Hofmann elimination) — реакція термічного розщеплення четвертинних амонієвих основ (реакцію можна проводити нагріванням солей амонію з водним розчином лугу) з утворенням третинного аміну й олефіну.
Систематична назва — гідро-триалкіламоніо-елімінування.[джерело?]

## Механізм
На першій стадії вихідний первинний, вторинний або третинний амін оброблюється йодометаном, після чого при взаємодії з оксидом срібла утворює четвертинну основу. Водний або спиртовий розчин отриманої основи переганяють за нормального або зниженого тиску, внаслідок чого відбувається відщеплення третинного аміну й утворення алкену:
Реакція є регіоселективною і у протонованих розчинниках протікає за механізмом E2, задовольняючи правило Гофмана. При наявності різних, здатних олефінізуватися, алкільних замісників при атомі N, олефінізується замісник з найменшим числом атомів C.